# 美好的意外
《美好的意外》（英語：Beautiful Accident），何蔚庭執導的2017年台灣喜剧奇幻片，改編自韓國2015年電影《Miss Wife》（譯名：帥氣的噩夢），由桂綸鎂、歐陽娜娜、陈坤、王元也共同主演。電影於2017年6月2日上映。全片在台灣拍攝製作，為了在中國上映，演員的發音有特意貼近北京腔的情況。

## 劇情
女主角李雨燃的單親童年驅使她努力成為成功卻自私冷血的律師，即將去德國深造的她到母親的墳前告別，卻在回程路上發生嚴重車禍。
雨燃醒來後發現自己置身老舊落伍宛如區公所的“命運中轉站”，該單位主管提議：如果雨燃暫時寄居另一女子的身體，之後就可以不死而回到原本身體。雨燃答應，靈魂移轉後卻發現自己變成已有兩個孩子的家庭主婦：叛逆彆扭的高中女兒、早熟察覺她是冒牌貨的小兒子，加上被一群無所事事的家庭主婦團圍繞，讓王牌律師深感狼狽落難。原本只想撐過期限重回自己的人生的李雨燃，經歷與小兒子的貼心相處、女兒險遭富家公子性侵與先生為了保護自己而和上司爭執的點滴，雨燃開始喜歡被這個家庭需要的感覺。
但是約定的時間將到，雨燃卻捨不得離開。究竟該回去當物質豐裕的律師，還是把握從童年就不曾擁有的家庭溫暖…？

## 演員
- 桂綸鎂飾演李雨燃，律師
- 歐陽娜娜飾演星星
- 陈坤飾演張濤、張子俊
- 王元也飾演天天
- 潘儀君，小倩的母親，丁偉毅的律師
- 林建萱，小倩，性侵受害者
- 鄭開元，季晴川，性侵加害者
- 顏嘉樂，季晴川的母親
- 樊光耀，崔檢察官
- 謝盈萱，趙主任，律師，李雨燃上司
- 許萱樂，樂樂，趙主任的女兒
- 羅北安，總裁，張濤上司
- 宋少卿，賴總，張濤上司
- 易光，丁偉毅，性侵加害者
- 葛蕾，丁偉毅的母親
- 張雅鳳，中轉站櫃台
- 曾珮瑜，中轉站諮詢台
- 陳慶昇，中轉站孫科長
- 王景春，中轉站李站長[5]

## 拍攝地點
該片於台中市多處拍攝，包括：臺灣大道市政大樓、臺中市議會、臺中港周邊道路(環港北路、環港南路)、同興協記建設(股)公司住宅等等。臺中市政府給予該片200萬元拍攝補助及拍攝支援。

## 主題曲
美好的意外－EXO Suho/金鍾大
韓國音樂團體EXO獲邀為華語電影《美好的意外》演唱中文同名主題曲，成員SUHO和CHEN雖然都有點中文底子，但對中文的卷舌音和聲調仍直呼好難，經過努力練習終於完成配唱，CHEN笑說：「大家聽完後可以檢測我們的中文程度！」因應合作單位韓國Showbox力邀外，主要也是因為他們的形象青春陽光，聲音溫柔打動人心，非常契合電影的主題。

## 參閱
- 扭轉奇蹟

## 外部連結
- 互联网电影数据库（IMDb）上《美好的意外》的资料（英文）
- 開眼電影網上《美好的意外》的資料（繁體中文）
- 时光网上《美好的意外》的資料（简体中文）
- 豆瓣电影上《美好的意外》的資料 （简体中文）